# Río Murta
El río Murta es uno de los afluentes más importantes del Lago General Carrera, por su caudal y largo desarrollo.

## Trayecto
El río tiene su origen en el corazón de la cordillera andina en glaciales que derraman sus aguas tanto hacia el Estuario Francisco, hacia el Pacífico, como hacia el oriente. Pero todos estos glaciares se vacían por medio de cortos cursos al río Murta, el que lleva sus aguas a un estuario en el fondo del fiordo Bahía Murta. Sus primeros 18 km los desarrolla entre montañas con rumbo al ESE. En su curso medio, por 20 km toma rumbo al sur, continua flanqueado por altas montañas. En ese tramo recepciona por su derecha al más importante de sus tributarios, el río Huiña, y tras el, otro importante tributario.
Una vez en su tramo inferior por 18 km el río forma meandros en un valle plano antes de llegar a Bahía Murta. No lejos de la suya esta la desembocadura de los ríos Tranquilo, Engaño.

## Caudal y régimen
El río Murta cuenta con una estación fluviométrica en su desembocadura,: 26  La cuenca es de tipo nival, con caudales máximos en los meses de deshielo y caudales mínimo en invierno, sin embargo también tiene una influencia pluvial que se aprecia en la curva de caudales máximos.: 28 

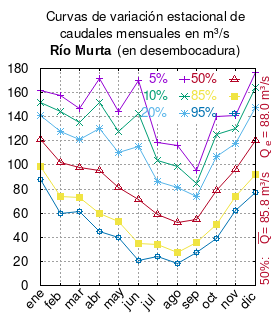
Curvas de variación estacional del río Murta en desembocadura en el Lago General Carrera.

El caudal del río (en un lugar fijo) varía en el tiempo, por lo que existen varias formas de representarlo. Una de ellas son las curvas de variación estacional que, tras largos periodos de mediciones, predicen estadísticamente el caudal mínimo que lleva el río con una probabilidad dada, llamada probabilidad de excedencia. La curva de color rojo ocre (con {\displaystyle {\color {Red}\vartriangle }}) muestra los caudales mensuales con probabilidad de excedencia de un 50%. Esto quiere decir que ese mes se han medido igual cantidad de caudales mayores que caudales menores a esa cantidad. Eso es la mediana (estadística), que se denota Qe, de la serie de caudales de ese mes. La media (estadística) es el promedio matemático de los caudales de ese mes y se denota {\displaystyle {\overline {Q}}}. 
Una vez calculados para cada mes, ambos valores son calculados para todo el año y pueden ser leídos en la columna vertical al lado derecho del diagrama. El significado de la probabilidad de excedencia del 5% es que, estadísticamente, el caudal es mayor solo una vez cada 20 años, el de 10% una vez cada 10 años, el de 20% una vez cada 5 años, el de 85% quince veces cada 16 años y la de 95% diecisiete veces cada 18 años. Dicho de otra forma, el 5% es el caudal de años extremadamente lluviosos, el 95% es el caudal de años extremadamente secos. De la estación de las crecidas puede deducirse si el caudal depende de las lluvias (mayo-julio) o del derretimiento de las nieves (septiembre-enero).

## Historia
En 1947 el río Sorpresa fue remontado por el explorador Augusto Grosse quien demostró la posibilidad de llegar hasta zona poblada del río Murta sin necesidad de cruzar el Campo de hielo patagónico norte.: 548 
Luis Risopatrón lo describe en su Diccionario Jeografico de Chile de 1924:: 575 
Murta (Rio) 46° 20' 72° 50'. Nace en un ventisquero i afluye del N al estremo N del brazo que viene de esa dirección a la parte W del lago de Buenos Aires. 134; 154; i 156.